# A Collection of Great Dance Songs
A Collection of Great Dance Songs (Una colección de grandes canciones bailables) es un álbum recopilatorio que contiene seis canciones de 1971 a 1981 de la banda de rock progresivo Pink Floyd, lanzado el 23 de noviembre de 1981. Fue publicado en contra de la voluntad de Roger Waters.
El título es completamente irónico, considerando que Pink Floyd no se caracteriza por componer música bailable. Esta puede ser una interpretación del arte de tapa, en el que se ve a una pareja atada al piso de manera que no se puede mover. La cubierta del álbum fue diseñada por exmiembros del grupo Hipgnosis, que creó las tapas de otros discos de Pink Floyd como la de Dark Side of the Moon.

## Lista de temas
1. "One of These Days"
2. "Money" (versión de 1981)
3. "Sheep"
4. "Shine on You Crazy Diamond"
5. "Wish You Were Here"
6. "Another Brick in the Wall (Part 2)"

## Datos
Money fue totalmente regrabado, ya que Capitol Records se negó a licenciar la pista a Columbia/CBS Records. David Gilmour volvió a grabar el tema él mismo, tocando la mayoría de los instrumentos, y coprodujo la canción con James Guthrie. Dick Parry repitió sus partes de saxofón en la pista.